# 追風 (動畫電影)
《追風》是一部未完成的台灣動畫電影，為臺灣電影導演楊德昌生前的最後遺作。其試拍片段已於2002-2005年完成。

## 簡介
該作品以北宋汴梁為背景，講述一名文弱少年常麾的故事。在一次演出結束後，他與他所暗戀的樂師秋虹一起回家的路上遭遇了地痞，幸運地被兩名神秘高手解救。 同時，常麾的哥哥發現他是個練武奇才，於是開始策劃了讓他參與搏鬥比賽的計畫…

## 製作
在2000年代後期，楊德昌創立了鎧甲娛樂科技公司，正式投身電腦動畫的開發與創作領域。2002年5月，鎧甲娛樂科技與成龍的經紀公司JC Group宣布合作，表示楊德昌在此前數月曾與成龍會面，討論了一項聯合電影計劃。成龍原本想拍一部戲劇，但楊德昌成功地說服他採用新技術，併計劃在日後推出以成龍卡通形象為主角的數位創作、動畫電影、電視動畫等作品。
《追風》最初於2003年宣布開展首部動畫電影長片《追風》的創作。該電影的預算為2500萬美元，並由楊德昌親自領導動畫師團隊進行製作工作。副導演由王也民擔任、劇本初稿由陳以文完成。成龍負責武術指導，並和楊德昌合作擔任聯合製片人，同時用自己的肖像權作為了投資。其電影最初構思以北宋畫卷形式橫向展開的《清明上河圖》及《东京梦华录》為靈感，講述畫中不同人物的故事。在最初規劃中則要求場景採用一鏡到底效果，但由於耗資過多預算，最終僅製作約9分鐘的試拍影像，部分文件資料提及楊曾諮詢了吉卜力工作室、Madhouse作畫方面的合作，但後來因認為《追風》具有濃厚的東方文人氛圍，與日本動畫畫風不符，所以沒有繼續推進這個計劃。
2007年6月29日，楊德昌因結腸癌在美國洛杉磯去世，早前，與他簽署了《追風》製作合約的相關人士得知楊生病後則終止了合作。 在臨終前，除了仍在繼續進行《追風》的工作外，楊德昌仍在計劃另一部未完成的動畫《小朋友》的製作。楊去世後，鎧甲娛樂許多項目都陷入停滯，最後經清算後解散。
2011年，曾參與電影製作團隊的員工許煌勝在Photoshop和Flash的製作下匯集了一段近10分鐘的《追風》片段。
2023年，臺北市立美術館所舉辦之「一一：楊德昌」回顧大展中，於場館展間放映《追風》片段、分鏡手繪圖稿及角色設計集。

## 外部連結
- 互联网电影数据库（IMDb）上《追風》的资料（英文）